# ディズニー・ドリームス・オン・パレード"ムービン・オン"
ディズニー・ドリームス・オン・パレード"ムービン・オン"（Disney's Dreams on Parade"Moving On"）は、2006年3月31日から2008年4月7日まで東京ディズニーランドで実施されていたパレード。

## 概要
このパレードはDREAMをテーマに、東京ディズニーランドにある7つのテーマランド（ワールドバザール、アドベンチャーランド、ウエスタンランド、クリッターカントリー、ファンタジーランド、トゥーンタウン、トゥモローランド）のユニットに分かれて東京ディズニーランドの紹介をするというものである。ファンタジーランドのみオープニングとフィナーレの2回登場。全8ユニット、17台のフロートで構成されている。

### ディズニー・ドリームス・オン・パレードとの差異
このパレードは完全新作のものではなく、このパレードのスタート日（3月31日）の前日（3月30日）まで行われていた『ディズニー・ドリームス・オン・パレード』（以下、『オン・パレード』）をリニューアルしたものである。『オン・パレード』との差異には次のようなものが挙げられる。
- 『オン・パレード』は停止をしてショーモードを行っていたが、このパレードではショーモードは存在しない。
- 『オン・パレード』の先頭にはバンドがいなかったが、このパレードでは、先頭でギャラクティック・レンジャーズが演奏を行なっている。ギャラクティック・レンジャーズが休みの日のみ東京ディズニーランド・バンドが演奏を行っていた。また、パレードスタート地点であるディスパッチ1の前ではイントロ部分から演奏を行う。
- 音楽は新しく作られたものを利用している。
- キャラクターの台詞などで、『オン・パレード』で使用していたものを流用していたものもあった。
- フロートは、『オン・パレード』で使用していたものを基本的にはそのまま流用しているが、アレンジを加えられたフロートもある。
- 『オン・パレード』で『眠れる森の美女』のフローラ、フォーナ、メリーウェザーが乗っていたタイトルロゴフロートのみ、このパレードでは省かれている。代わって、ミッキーのフロートにタイトルロゴが追加されている。

### 最終公演
『ディズニー・ドリームス・オン・パレード"ムービン・オン"』は2008年4月7日で公演が終了となった。ただし、最終公演日は雨天の為、スタート予定の30分前に中止が告げられ、雨天用のパレードも行われず終了となった。そのため実質的な最終公演日は同年4月6日となった。

## フロート構成&登場キャラクター
1. オープニング/ファンタジーランド・パート1
  - フロート構成
    - ミッキーのシューティングスター、ダンボ、ピノキオ、アリス、ピーターパン、

  - 登場キャラクター
    - ミッキーマウス、ダンボ、ピノキオ、ゼペット、アリス、マッドハッター、ピーター・パン、ウェンディ
2. ワールドバザール 
  - フロート構成
    - デイジーのガゼボ、ホットエアバルーン
    - 登場キャラクター
    - デイジーダック、ファイファー、フィドラー、プラクティカル、ビッグバッドウルフ、メリー・ポピンズ、バート、ペンギン
3. ウエスタンランド
  - フロート構成
    - ウエスタンフロンティア、サルーン

  - 登場キャラクター
    - チップ、デール、ウッディ、ジェシー、クララベル・カウ、ホーレス・ホースカラー
4. クリッターカントリー
  - フロート構成
    - シャンティー

  - 登場キャラクター
    - プルート、ブレア・ラビット、ブレア・フォックス、ブレア・ベア、ジッパ・ディー・レディー、ブレア･ゲーターボーイ、ブレア・フロッグガール
5. トゥモローランド
  - フロート構成
    - ドリームス・オブ・インフィニティ

  - 登場キャラクター
    - バズ・ライトイヤー
6. トゥーンタウン
  - フロート構成
    - ラフファクトリー

  - 登場キャラクター
    - グーフィー、サリー、ブー(マイク)
7. アドベンチャーランド
  - フロート構成
    - リズム・オブ・パラダイス、ジャングルブック

  - 登場キャラクター
    - ドナルドダック、リロ、スティッチ、キング・ルイ、バルー、モンキー
8. ファンタジーランド・パート2/フィナーレ
  - フロート構成
    - キャッスルガーデン、キャッスルバルコニー

  - 登場キャラクター
    - 白雪姫、プリンス、オーロラ姫、プリンス・フィリップ、ベル、プリンス、シンデレラ、プリンス・チャーミング、ミニーマウス

ファンタジーランドユニットの後には、スポンサーであるNTTドコモのロゴが付いた「ロゴ・フロート」が置いてある。
また、途中クリッターカントリーの後と、アドベンチャーランドの後で間が空き、３つのパートに分かれて公演されていた。

## 使用楽曲
- Disney Dreams on Parade " Moving On "
  - Kingdom Magic
  - Main Street U.S.A.
  - Jolly Holiday
  - Step in Time
  - Westernland
  - 荒野の7人の娘
  - Adventureland
  - Yo! Ho!
  - The Enchanted Tiki Room
  - Come Again
  - おおスザンヌ
  - ジッパ・ディー・ドゥー・ダー
  - You Can Fly! You Can Fly! You Can Fly!
  - Golden Afternoon
  - it's a SmallWorld
  - Minni's Yo! Ho!
  - Tomorrowland
  - Buzz Lightear
  - Cinderella

## その他
- 以前からCD化の要望が多かったが、2007年3月7日よりパーク内で先行販売された（一般発売は2007年6月6日から）。このCDはトゥモローランドユニットとトゥーンタウンユニットが実際とは逆の順番で収録されている。また、ファンタジーランドユニットのキャッスルガーデンフロートから流れる英語詞のフィナーレ音源は収録されていない。
- 2008年1月8日、本番中のパレードのうち、トゥモローランドのフロートの支柱が折れて、装飾物が落下する事故が発生した（詳細は東京ディズニーランドの事件・事故等の項を参照）。そのため、翌1月9日から安全が確認された1月11日まで同パレードと「東京ディズニーランド・エレクトリカルパレード・ドリームライツ」の公演を中止した。この3日間はパレードルートを使ってミニパレード（グリーティング）が開催され、ミッキーとミニーが東京ディズニーシーのビッグシティ・ヴィークルであるランブルスコに乗り込み、その周りをドナルド･デイジー･グーフィー･プルート･チップ･デール･クラリスが、随所で待ち構えたゲストへ握手をするため歩み寄った。列の最後は東京ディズニーランド・バンドがミッキーマウスマーチやディズニー映画のテーマ曲をメドレーで演奏し、訪れたゲストを楽しませた。
- また、支柱の折れたトゥモローランドのフロートはパレード再開後から最終公演日までの4か月間、復活する事は無かった。